# Capitán Mauricio José Troche
Mauricio José Troche es un distrito paraguayo del Departamento de Guairá. Se encuentra, aproximadamente a 183 km de Asunción. En esta zona sus pobladores se dedican principalmente a la actividad agrícola y ganadera. Resalta la producción de caña de azúcar que se industrializa obteniéndose alcohol carburante, siembra de mandioca, maíz y poroto y además sus habitantes se dedican a la fabricación artesanal de ao po’i. Se accede a este distrito por la Ruta PY08.

## Historia
El poblado se originó en 1854 y era conocido como Potrero Cosme. Antes de su distritación fue parte del vecino municipio de Natalicio. 
En 1957,  mediante la ley Nro. 457 se eleva como municipalidad de tercera categoría con el hombre de Mauricio José Troche en honor al prócer de la independencia paraguaya. Su primer Intendente electo fue Elio González Ávalos en 1991. 
Según el docente Fernando B. Constantini el origen del nombre 'Troche' en Paraguay se debe a un hombre genovés ancestro del mencionado prócer.
El distrito presenta bellezas naturales como: arroyos cristalinos, elevaciones y cerros cubiertos de bosques. La superficie total del distrito es de 275 km², la población urbana asciende a 2.420 habitantes y la población rural a 7.140 habitantes, totalizando una población de 9.560 habitantes. 
Vías Y Medios de Comunicación. La ruta asfaltada que cruza el centro urbano del distrito, lo comunica con la ciudad de Villarrica, así como con las más importantes ciudades del país como Caaguazú, Cnel. Oviedo, Ciudad del Este y Asunción, como así también con las demás compañías y distritos del Guairá, a través de diversos caminos. 
El distrito también cuenta con el sistema telefónico de discado directo, cuyo código de acceso es el 0550, con más de 300 abonados, lo cual comunica a la ciudad con el país y el mundo. Es importante además resaltar la labor de comunicación realizada en forma constante por la Radio emisora UNICA FM 95.7 con que dispone la comunidad.

## Geografía
El distrito de Capitán Mauricio José Troche, se encuentra situado en el extremo norte del cuarto Departamento de Guairá, en una de las zonas bien definidas, del centro Occidental del departamento, la zona más fértil y más poblada. El distrito tiene una superficie de 163 km², de extensión territorial, con una población total de 11.539 habitantes, su densidad poblacional es de 151,41 hab./km², la gran mayoría de su población se encuentra en el sector rural.

## Clima
Su clima, en general, es muy benigno y saludable. La temperatura media anual es de 22 °C; su máxima en verano asciende a 38°/39 °C y en invierno suele llegar a 0 °C. Julio y agosto, son los meses que tienen menor registro de lluvias; los otros meses mantienen un promedio de 138 mm de precipitaciones que llegan una media anual de 1600 mm. En los meses de octubre y noviembre llueve abundantemente.
Troche se encuentra regada por las aguas del río Tebicuarymí y los arroyos Itacarú y Morotí. Limita al norte con el Departamento de Caaguazú, al sur con Talavera, Independencia y Paso Yobái, al este con Paso Yobái y al oeste con Botrell.

## Demografía
Cuenta con una población total de 9 590 habitantes, según datos oficiales del censo paraguayo de 2022. Su población es mayoritariamente rural.

## Economía
La principal actividad constituye la actividad agrícola ganadera, una de las más importantes actividades es el cultivo de la caña de azúcar. La serie histórica muestra lo que el Departamento produjo en relación con los rubros esenciales, en toneladas, el rubro que impresiona de manera más llamativa por su desempeño es la caña de azúcar, ya que el Departamento de Guairá se ubica a nivel nacional como el primer productor.
Entre los años 1972 y 1982 la producción se duplicó, pasando a presentar con posterioridad un ritmo ascendente. La gran ventaja con respecto al rubro concreto es que la producción primaria se industrializa, ya sea para producir azúcar para endulzar o para producir aguardiente o para producir alcohol combustible.
En el Municipio Mauricio José Troche funciona la planta productora de alcohol absoluto, que la ex Administración Paraguaya de Alcoholes ex APAL, pasó a manos de Petróleos Paraguayos, Petropar. También se destacan los cultivos de algodón, tabaco, trigo, yerba mate, y el cultivo de uvas. En cuanto a la actividad ganadera se dedican a la cría de ganado vacuno, caprino, porcino y equino.

## Infraestructura
La principal vía de comunicación terrestre es la Ruta PY08, la que lo conecta con la capital del país, Asunción, y con otras localidades del departamento. Además, cuenta caminos vecinales asfaltados como los ramales de Itacurubi - Cora Guazu - Caaguazu y Colonia Independencia - Cerro Punta - Repatricion - Caaguazu.  La principal emisora de radio es Única FM 95.7, y un canal local.
También dispone de extensos caminos empedrados y de tierra, por medio de los cuales se busca el acceso a las vías pavimentadas para facilitar el transporte de cargas y de personas. Cuentan con ómnibus modernos para los viajes a la capital del país y a los otros departamentos; para los traslados internos cuentan con ómnibus de menor capacidad.

## Cultura
El destaque principal en cuanto a lo artístico es la Escuela de Danza Municipal Mborayhu, que lleva su arte a cada acontecimiento célebre de la ciudad. Este distrito también cuenta con hermosas y apreciadas artesanías en ao po'i y trabajos de arte indígena. Se pueden realizar safaris silvestres, y se encuentran zonas en donde se pueden realizar turismo rural.